# Swjatoslaw Matassow
Swjatoslaw Matassow (kasachisch Святослав Матасов; * 7. April 2000) ist ein kasachischer Skilangläufer.

## Werdegang
Matassow lief seine ersten Rennen im Eastern-Europe-Cup im November 2017 in Werschina Tjoi, die er auf den Plätzen 218 und 156 im Sprint, auf dem 189. Rang über 10 km klassisch und auf dem 175. Platz über 15 km Freistil beendete. Bei den Junioren-Skiweltmeisterschaften 2020 in Oberwiesenthal belegte er den 57. Platz im Sprint. In den folgenden Jahren kam er bei den U23-Weltmeisterschaften 2021 in Vuokatti auf den 49. Platz über 15 km Freistil, auf den 34. Rang im Sprint sowie auf den 15. Platz mit der Mixed-Staffel und bei den U23-Weltmeisterschaften 2022 in Lygna auf den 53. Platz über 15 km klassisch, auf den 42. Rang im Sprint sowie auf den 15. Platz mit der Mixed-Staffel. Nach Platz drei über 10 km klassisch beim Eastern-Europe-Cup in Schtschutschinsk zu Beginn der Saison 2022/23, gab er in Ruka sein Debüt im Weltcup. Dort holte er mit dem 28. Platz im Sprint seine ersten Weltcuppunkte.

## Siege bei Continental-Cup-Rennen
| Nr. | Datum             | Ort              | Disziplin        | Serie              |
| --- | ----------------- | ---------------- | ---------------- | ------------------ |
| 1.  | 21. November 2024 | Schtschutschinsk | Sprint klassisch | Eastern Europe Cup |